# ブラッドリー・ジョンソン
ブラッドリー・ジョンソン（Bradley Johnson 、1987年4月28日 - ）は、イングランド・ロンドンハックニー区出身の元プロサッカー選手。現役時代のポジションは、MF。

## 経歴

### クラブ
アーセナルFCの下部組織でプレーを始めたが、15歳で退団。
アーセナル退団後、ノンリーグのチームで数試合に出場。その後ケンブリッジ・ユナイテッドFCのユースチームに入団した。2005年5月にノーサンプトン・タウンFCとプロ契約を締結。2008年1月、レスター・シティFC移籍がまとまりかけていたが、結局合意に達することはなかった。レスターとの契約破断直後、リーズ・ユナイテッドAFCに移籍。移籍金は25万ポンドで契約は3年半。
2011年7月、ノリッジ・シティFCに移籍。2015年9月、ダービー・カウンティFCに移籍。
2019年7月、ブラックバーン・ローヴァーズFCに移籍。
2022年7月15日、ミルトン・キーンズ・ドンズFCに移籍。
2023年7月18日、ダービーのU-21チームにコーチ兼任として加入した。
2024年4月26日、現役引退を表明した。

### 代表
祖父がアメリカ出身であるため、2010 FIFAワールドカップにアメリカ代表として参加する可能性が報じられたが、結局実現することはなかった。